# Sokrates von Rhodos
Sokrates von Rhodos war ein antiker griechischer Historiker, der wahrscheinlich im späten 1. Jahrhundert v. Chr. lebte.
Sokrates verfasste eine Darstellung der Geschichte der römischen Bürgerkriege, die wie viele antike Werke bis auf wenige Fragmente verloren ist. Nach der Ansicht des klassischen Philologen Felix Jacoby reichte Sokrates’ Werk von der Ermordung des Diktators Gaius Iulius Caesar (44 v. Chr.) bis zum Sieg Octavians über den Triumvir Marcus Antonius (30 v. Chr.).
Durch Athenaios ist insbesondere ein längeres Fragment aus dem 3. Buch von Sokrates’ Geschichtswerk überliefert, das das Treffen von Marcus Antonius mit der ägyptischen Königin Kleopatra im Jahr 41 v. Chr. in der  kilikischen Stadt Tarsos schildert. Bei dieser Begegnung konnte Kleopatra den römischen Triumvirn mit einer luxuriösen und erotischen Inszenierung verführen. Sokrates schilderte die von Kleopatra aus diesem Anlass für Antonius und seine Freunde veranstalteten aufwendigen Bankette. Demnach verwendete sie bei den Gastmählern goldenes, juwelenbesetztes Tafelgeschirr; die Wände waren mit silber- und goldgestickten Teppichen bespannt. Bei jedem Bankett schenkte sie ihm diese Utensilien. Am vierten Tag habe sie für den Preis von einem Talent Rosen gekauft und mit ihnen den Fußboden des Bankettsaals eine Elle hoch bestreuen lassen.
Diese Schilderung des Sokrates weist Berührungen mit Plutarchs Darstellung derselben Szene in seiner Biographie des Antonius auf. Nach der Meinung des Althistorikers Richard Laqueur hatten die Berichte der beiden Autoren über diesen Vorgang wahrscheinlich sogar noch größere Übereinstimmungen, als es nach dem erhaltenen Fragment scheint. Athenaios erzählt nämlich nach der Anführung des Zitats, dass Antonius bei seinem späteren Besuch Athens (39 v. Chr.) dort auch selbst die Rolle des Dionysos gespielt habe. Diese Feststellung deutet darauf hin, dass der Anfang des Zitats den Originaltext nur unvollständig wiedergibt und Sokrates zuvor noch erwähnt hatte, dass Kleopatra den Antonius bei den Banketten in Tarsos als Dionysos begrüßt habe. Genau dies erzählt aber auch Plutarch. Sokrates’ Nachrichten über die athenischen Vorgänge stimmen ebenfalls zur sonstigen Überlieferung. Es ist jedoch nicht feststellbar, inwieweit er spätere Historiker beeinflusst hat.

## Ausgabe der Fragmente
- Felix Jacoby: Die Fragmente der griechischen Historiker (FGrH), Nr. 192.